# Gimpeltaube
| Gimpeltaube                                 | Gimpeltaube                                |
| ELRT-Nr. 0402                               | ELRT-Nr. 0402                              |
| ------------------------------------------- | ------------------------------------------ |
| Rassengruppe                                | Farbentauben                               |
| Standardbestimmend im Europäischen Verband: | VDT im Bund Deutscher Rassegeflügelzüchter |
| Liste von Haustaubenrassen                  |                                            |

Die Gimpeltaube (lateinisch Columba illyrica, englisch Archangel pigeon, kroatisch Dalmatinska zimovka, albanisch Pëllumbi ilir) ist eine Haustaubenrasse die zur Gruppe der Farbentauben gehört. Es ist eine sehr alte Taubenrasse, die sich im Laufe der Jahrhunderte allmählich verbreitet hat und heute auf der ganzen Welt gezüchtet wird. 

## Herkunft
Der Ursprung der Gimpeltauben liegt im antiken Dalmatien bzw. Illyrien, das unter römische Herrschaft kam. Der Name Illyrische Taube (lat. Columba illyrica) wurde ihr von den alten Römern  gegeben, als sie die illyrischen Stämme eroberten. Da die Adria sowie das gesamte Mittelmeer damals und später einem relativ intensiven Schiffsverkehr unterlag, verbreitete sich die Rasse allmählich bis nach Spanien, wovon bereits ab 1350 urkundliche Nachweise vorliegen. Im Gebiet des heutigen Deutschlands ist diese Taube seit ca. 1800 bekannt, in England seit 1839.
Im Laufe der Zeit hat sich sein Verbreitungsgebiet erweitert. Die Populationsgröße ist nicht genau bestimmt worden, und es gibt mehrere Brutgebiete und -programme. In den Vereinigten Staaten von Amerika bezieht sich der Name „Archangel“ auf alle Gefiederfarbkombinationen dieser Rasse, während er im Vereinigten Königreich nur für die Variante mit den kupferfarbigen Teilen mit schwarzen Flügeln verwendet wird. In Deutschland ist diese Rasse als „Gimpeltaube“ bekannt und es wurden darin mehrere Farbvarianten entwickelt.

## Aussehen und Eigenschaften
Der Vogel ist eine relativ kleine Taubenart und wiegt etwa 340 Gramm oder 12 Unzen. Ein charakteristisches Merkmal der Rasse ist eine Spitzkappe die vom Hinterhals bis zur Oberseite des Kopfes einen scharfen Kamm bildet. Die Beine sind dunkelrot und nicht gefiedert wie bei einigen anderen Rassen, während die Augen orange sind. Der Hals ist relativ lang und dünn und die Brust ist mäßig breit und leicht ausgeprägt. Die Flügel passen richtig auf den Schwanz, ohne den linken und rechten Flügel zu kreuzen, und überschreiten nicht die Länge des Schwanzes. Der Schwanz ist lang und schmal und sollte weder zu schmal sein noch den Boden berühren.
Obwohl die Gimpeltaube relativ klein ist, gilt sie seit langem als eine der kämpferischsten Taubenrassen. Zusätzlich zu den Kämpfen am Boden kämpften die Männchen während des Fluges auch in der Luft. Durch spätere Selektion entstanden Typen mit zahmerem, ruhigerem Wesen.

## Farben
Diese Rasse gibt es fast ausschließlich in folgenden Farbschlägen: kupferfarbig mit Schwarzflügel, goldfarbig mit Schwarzflügel, kupferfarbig mit Weißflügel, goldfarbig mit Weißflügel, kupferfarbig mit Blauflügel und goldfarbig mit Blauflügel. Mögliche sind auch Kombinationen mit grauen Flügeln, oder mit Rücken, Flügel und Schwanz intensiv schwarz mit grünem Schimmer; dazu können auf den Flügeln schwarze, dunkelrote, goldene oder weiße Streifen vorhanden sein.

## Fotos
| Goldfarbige Gimpeltaube mit Schwarzflügel | Varianten mit Weißflügel sowie mit dunkelroten und goldenen Streifen | Seltene bronzefarbige Variante mit Blauflügel |

## Belege
1. ↑  Liste der Rassentauben (S. 8). In: scribd.com. Abgerufen am 1. Juni 2025.
2. ↑  Gimpeltauben. In: vdt-online.de. Abgerufen am 1. Juni 2025.
3. ↑  Homepage des SV der Gimpeltaubenzüchter v. 1910. In: gimpeltauben-online.de. Abgerufen am 1. Juni 2025.
4. ↑  Columba Illyrica. In: rrotulluesi-dardan.ch. Abgerufen am 1. Juni 2025.
5. ↑  Illyrian pigeon. In: alamy.com. Alamy, abgerufen am 1. Juni 2025 (englisch).
6. ↑  Gimpeltauben. In: vdt-online.de. Abgerufen am 1. Juni 2025.
7. ↑  Fakten und Vermutungen zur Herkunft der Gimpeltaube. In: taubensell.de. Abgerufen am 1. Juni 2025.
8. ↑  Gimpeltauben-Sammlung. In: gimpeltauben.de. Abgerufen am 1. Juni 2025.
9. ↑  Homepage des SV der Gimpeltaubenzüchter v. 1910. In: gimpeltauben-online.de. Abgerufen am 1. Juni 2025.
10. ↑  Gimpeltauben-Sammlung. In: gimpeltauben.de. Abgerufen am 1. Juni 2025.
11. ↑  Dalmatinska zimovka - standard. In: uzgajivackutina.forumcroatian.com. Abgerufen am 1. Juni 2025 (kroatisch).